# Lijst van heren van Purmerend, Purmerland en Ilpendam
Dit is een lijst van alle heren van de vrije of hoge heerlijkheid van Purmerend, Purmerland en Ilpendam.

## Heren van Purmerend, Purmerland en llpendam
- Willem Eggert (1410-1417)
- Jan Eggert (1417-ca.1420)

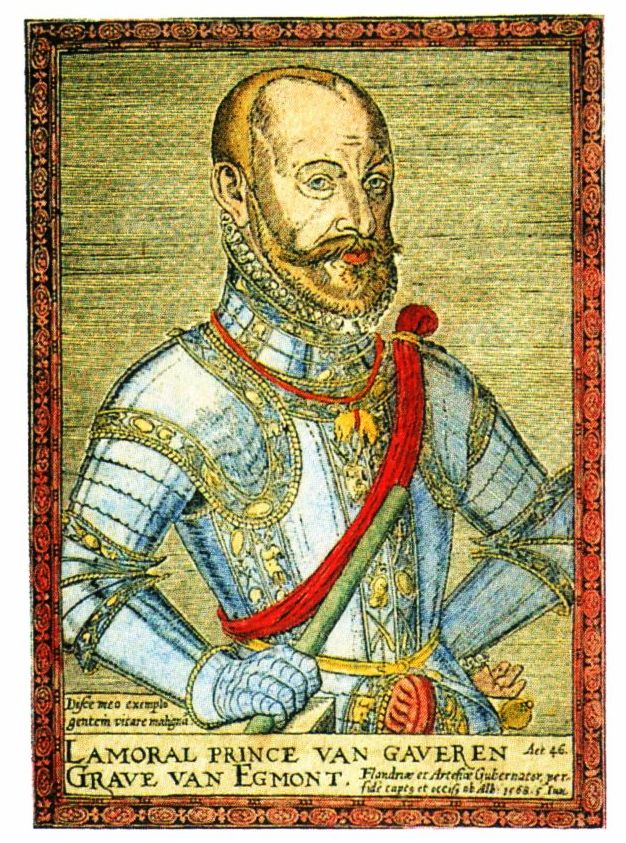
Lamoraal van Egmont

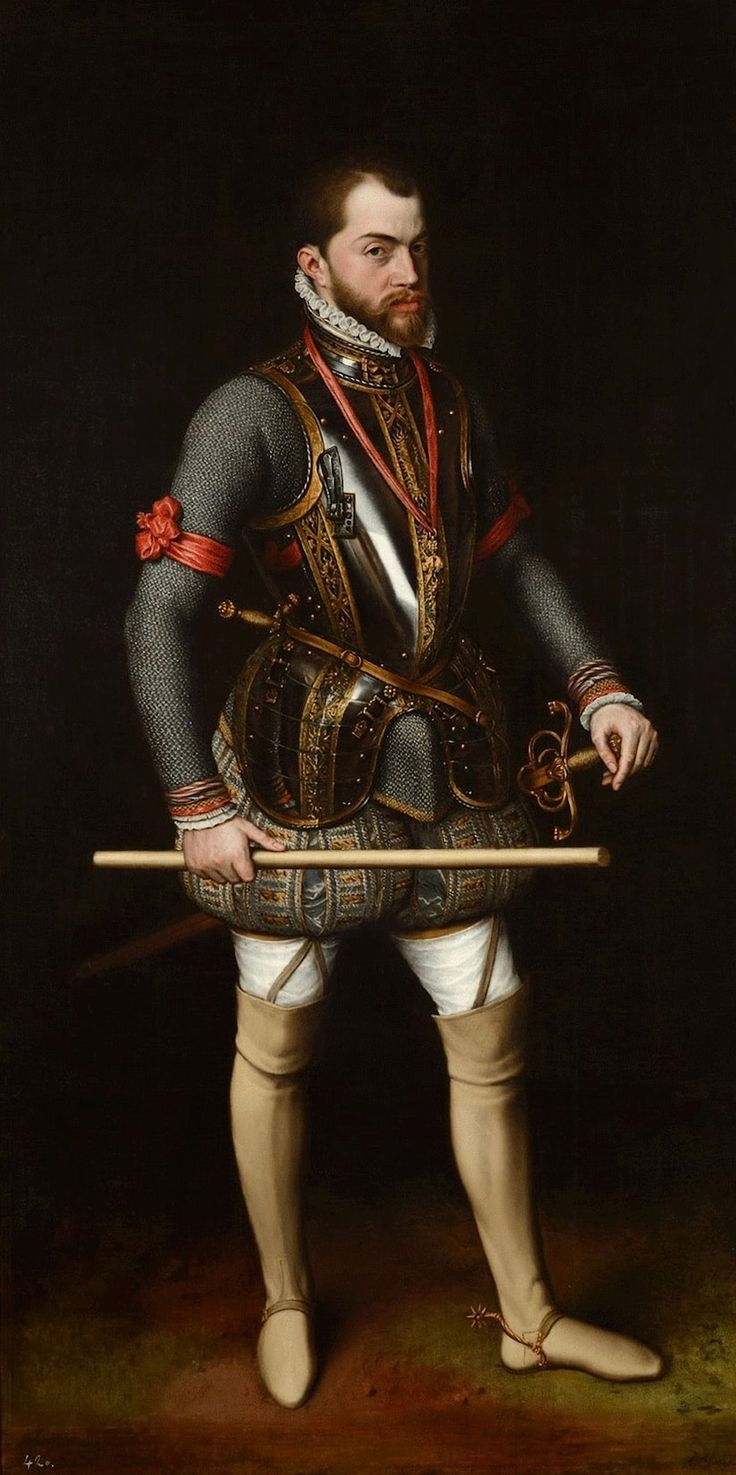
Filips II van Spanje

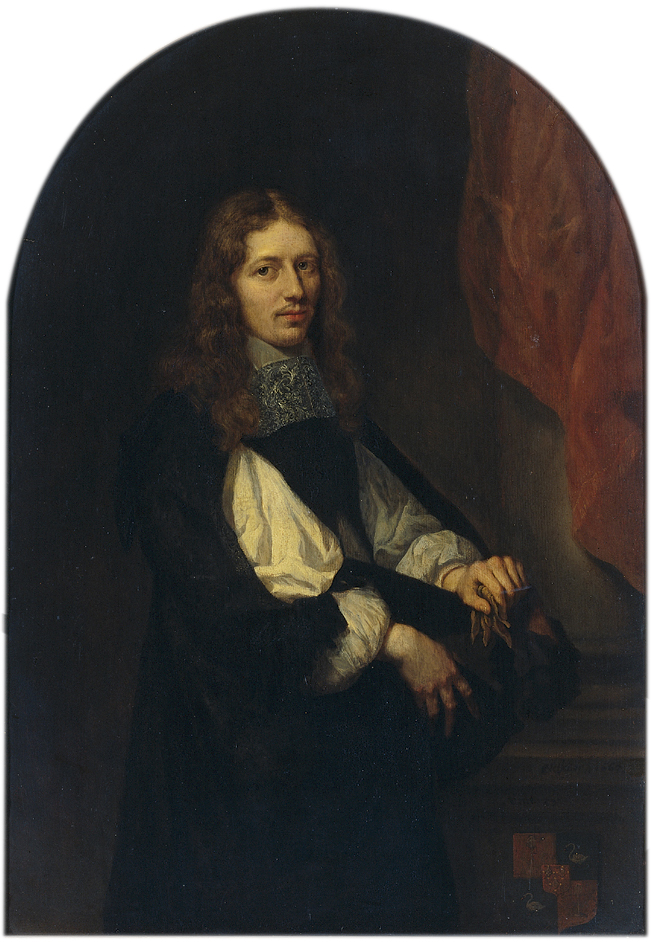
Pieter de Graeff in 1663, door Caspar Netscher in het Rijksmuseum

- Gerrit van Zijl (ca.1420-verbeurdverklaard 1421)
- Jan, Bastaard van Beieren (1421-1428), een zoon van Albrecht van Beieren
- Gerrit van Zijl (1428-1439)

### HuisMontfoort
- Jan II van Montfoort (1439-1448)
- Hendrik IV van Montfoort (1451-1458)
- Johan van Montfoort(1458- verbeurdverklaard 1481)
- Vijt Heer van Volckesteijn (juli 1481-7 jan. 1483)

### Huis Egmont
- Jan III van Egmont, 1e graaf van Egmont, (7 jan. 1483-1516)
- Jan IV van Egmont, 2e graaf van Egmont (1516-1528)
- Karel I van Egmont, 3e graaf van Egmont (1528-1540)
- Lamoraal van Egmont (1540-verbeurdverklaard 1568)
- Filips van Egmont (pretendent 1568-1582)

### Filips II van Spanje en de Staten van Holland en West-Friesland
- Philips II, beheer door de Grafelijkheids Rekenkamer van de Domeinen (1568-1572)
- Staten van Holland en West-Friesland, beheer door de Grafelijkheids Rekenkamer van de Domeinen (1572-1582)

## Heren van Purmerland en Ilpendam
- De steden Edam en Monnickendam (1610-1618)
- Volckert Overlander (1618-1630)
- Geertruid Hooft (1630-1636)
- Frans Banninck Cocq (1636-1655)
- Maria Overlander (1655-1678)

### GeslachtDe Graeff
- Catharina Hooft (1678-1691)
- Jacob de Graeff (1678-1690)
- Pieter de Graeff (1690-1707)
- Cornelis (II) de Graeff (1707-1719)
- Gerrit de Graeff I (1719-1752)
- Agneta de Graeff (1721-1721)
- Elisabeth Lestevenon (1752-1766)
- Gerrit de Graeff II (1766-1811)
- Gerrit de Graeff (III) van Zuid-Polsbroek (1811-1814)
- Gerrit de Graeff (IV) van Zuid-Polsbroek (1814-1870)

### Geslacht De Jongh
- Dirk de Jongh (1870-1911)